# Kinor
Kinor, žičano glazbalo, spada u najstarija glazbala. Oblikom je kao lira, gitara, mandolina ili citara. Spominje se u Bibliji (Ps 136,2; Post 4,21). Ima osam i deset struna, a u početku su bile samo četiri strune. Sviralo se rukom o njega ili udaraljkom. Njime se sviralo na bogoslužjima i izvan njih, prigodom svečanih, radosnih i žalosnih prigoda.